# Линдлей, Вильям
Вильям Линдлей (англ. William Lindley; 7 сентября 1808, Лондон — 22 мая 1900, Блэкхит) — английский гражданский инженер, сын астронома гринвичской обсерватории Иосифа Линдлея.
Вся жизнь Линдлея посвящена вопросам водоснабжения и осушки. Значительная часть его деятельности происходила в Гамбурге, где благодаря ему впервые в Европе были проведены работы по устройству стоков. Занимался городским водоснабжением (включая прачечные, бани для бедных слоёв населения, газопроводы (для уличного освещения), каналы, буяны, шлюзы и т. п. сооружения). Работы Линдлея по осушке окраины Гамбурга Хаммербрук превратили болото в пригодную для строительства землю. Канализовал Франкфурт-на-Майне, Дюссельдорф и множество других городов Германии и Европы. Неоднократно приглашался в разные страны для консультаций и дачи заключений по вопросам осушки и канализации. 

## Биография
Начал работать под руководством Марка Брюнеля и Фрэнсиса Джайлза. В 1834 году в качестве помощника последнего проводил изыскательные работы, связанные со строительством железной дороги Любек—Гамбург (Германия). В 1838 г. получил заказ на строительство железнодорожной сети Гамбург—Бергедорф (нем. Hamburg-Bergedorfer Eisenbahn) — самой первой железной дороги на севере Германии (её официальное открытие было отменено из-за страшного пожара в мае 1842 г., уничтожившего треть города). Линдлей стал членом Технической комиссии по реконструкции городского центра (совместно с А. де Шатонёф, Г. Земпер и другими), созданной после бедствия; им разработан первый фундаментальный план восстановления Гамбурга. Ещё до пожара он получил задание на проектирование новой системы городской канализации, масштаб разрушений позволил ему как инженеру серьёзно модернизировать город.
Осуществлял свои проекты под влиянием деятельности английского социального реформатора, создателя санитарного законодательства Эдвина Чедвика. Создал первые в континентальной Европе подземные коллекторы: за три года в Гамбурге им была сооружена 11-ти километровая коллекторная сеть, после чего Линдлей занялся проблемой снабжения города питьевой водой. В последующие годы он занимался проектированием и строительством систем водоснабжения таких городов как Альтона, Штральзунд и Лейпциг.
В 1840 г. ему было поручено осушение болот в районе Хаммербрук, лежащем на восток от центра Гамбурга. Дренажная система, реализованная им в 1842-47 гг. совместно со строительством сети каналов, связанных с рекой Эльбой с помощью шлюзов, позднее стала основой для возникновения первого современного пригорода и промышленного района Гамбурга. 
В 1855 г. Линдлей разработал план генерального развития территорий к западу от городского центра, но из-за воплощения проекта гамбургской гавани (1845 г., совместно с Джеймсом Уокером и Генрихом Хьюббе), этот план не был выполнен. В 1860 г. в связи с реорганизацией городских органов управления Линдлей оставил свой пост консультанта городского совета по реконструкции и строительству и вместе с семьёй переехал в Лондон. 
В 1863 г. начал работу над сооружением канализационной системы Франкфурта-на-Майне, благодаря которой между 1868 и 1883 гг. смертность от брюшного упала с 80 до 10 человек на 100,000 жителей.
Линдлей-инженер были востребован по всей Европе, вместе со своими сыновьями он соорудил водоброводные и канализационные системы для Дюссельдорфа, Хемница, Пешта, Праги, Баку и других городов.  В 1876 г. он был вынужден отказаться от работы для Сиднея, т.к. накануне подписал контракт по сооружению городского водопровода Варшавы. В 1886 г. Линдлей по поручению городской думы Санкт-Петербурга создал проект канализации для этого города, но он не был осуществлен, и централизованная канализационная система появилась там лишь в 1925 г.
В 1876—1878 гг. создал проект водоснабжения Варшавы, который был воплощён в жизнь его старшим сыном Вильямом в 1881—1889 гг. В знак признательности заслуг инженера, город назвал улицу, проходящую вокруг гидротехнических сооружений, в его честь. Система, созданная им для Варшавы, до сих пор находится в эксплуатации: последний оригинальный канализационный коллектор, спроектированный Линдлеем, был заменен лишь в 2001 году.
В 1879 г. Линдлей удалился от дел и поселился в недалеко от Лондона; умер 22 мая 1900 г.

## Семья
Был женат на Джулии Хирлейн (англ. Julia Heerlein). Имел троих сыновей: в 1853 родился Вильям Хирлейн Линдлей, в 1854 — Роберт Сирлз Линдлей и в 1859 — Джозеф Линдлей. Все трое также стали инженерами и работали вместе с отцом в созданном им инженерном бюро. 